# Lý Túy Quang
Lý Túy Quang (1563-1628) (Yi Su-kwang, Hangul: 이수광, Hanja: 李睟光, Hán Việt: Lý Túy Quang), còn được gọi là Lee Sugwang, tự Nhuận Khanh （潤卿, 윤경, Yungyeong），hiệu Chi Phong (芝峯, 지봉, Jibong), là danh thần người Triều Tiên làm quan dưới thời nhà Triều Tiên. Ông cũng là một sứ thần và học giả, người viết Jibong yuseol (芝峰類說, Chi Phong loại thuyết), vốn được xem quyển bách khoa sớm nhất của Hàn Quốc. Một số sách sử Việt gọi ông là Lý Toái Quang.

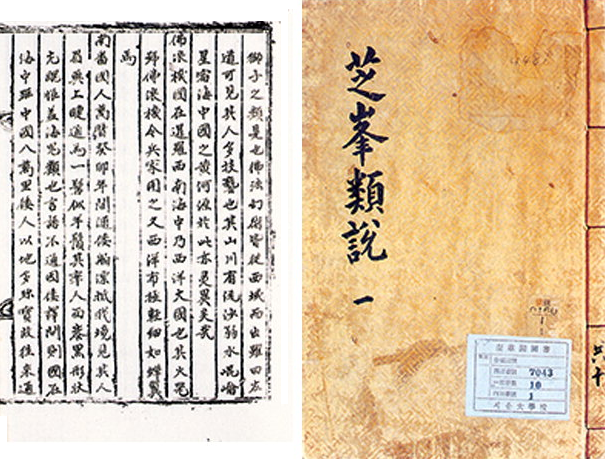
Bìa sách "Chi Phong loại thuyết" của Lý Túy Quang.

## Xuất thân
Yi Su-gwang sinh năm 1563 trong một gia đình quý tộc giàu có, là con trai của Binh tào Phán thư (tương đương Thượng thư Binh bộ) Yi Hee-geom, dòng dõi tôn thất, nên được giáo dục tốt. Người đương thời cho ông là thần đồng, năm 16 tuổi đỗ kỳ thi Sơ thí, năm 20 tuổi qua kỳ thi Tiến sĩ và đến năm 23 tuổi đã đỗ kỳ thi tuyển chọn quan văn.
Năm 1585, đời vua Tuyên Tổ, ông ra làm quan ở bộ nội vụ rồi sau phái sang võ bị.

## Sự nghiệp quân sự
Trong chiến tranh Nhật Bản-Triều Tiên (1592-1598), ông đóng quân ở Jogyeong, tỉnh Gyeongsang, chỉ huy một đội quân nhỏ. Khi quân Nhật tấn công Yongin, Gyeonggi Lý Túy Quang thua và bị thượng cấp điều sang giữ Uiju, Hamgyong, nơi binh mã đối phương đông hơn. Vì lập được chiến ông được thăng chức.
Năm 1614, đời vua Quang Hải Quân, ông viết sách về kinh nghiệm quân sự, trách rằng quân độiTriều Tiên có "quá nhiều kẻ sajok (tầng lớp yangban hay học giả), lười biếng, thiếu kỷ luật và trách nhiệm." Cuốn sách này được coi là nền tảng của trường phái Silhak (實學 - Thực Học) của Nho giáo Hàn Quốc.

## Sự nghiệp đi sứ
Sau chiến cuộc, Lý Túy Quang bỏ trông coi nghiệp binh và phái đi sứ cống Nhà Minh. Ở Trung Hoa, ông sưu tầm các sách về đạo Công giáo từ một linh mục người Ý tên là Matteo Ricci, người đang sống ở Trung quốc lúc đó. Ông đem các sách này về nước, đây là lần đầu tiên văn học phương Tây đã được đưa về Hàn Quốc. Ông rất có hứng thú với phương Tây. Từ các nghiên cứu sau ba lần đi sứ Trung Hoa, ông viết ra 20 chương bách khoa, với tiêu đề Jibong yuseol.
Jibong yuseol (芝峰類說 - Chi Phong loại thuyết) ghi chép không những tin tức về đạo Công giáo và Trung Hoa, mà cả về Nhật Bản, Việt Nam và Thái Lan. Sách cũng ghi lại những hiểu biết cơ bản về phương Tây, như địa lý và khí hậu nước Anh, thức ăn và vũ khí ở phương Tây. Ngoài ra Lý Túy Quang còn viết về thiên văn, thâu thập từ giáo sĩ Ricci ở Bắc Kinh. Túy Quang sang Nhà Minh nhiều lần, gặp cả sứ thần người Xiêm La (phiên âm là Seomra) khi cùng đi sứ sang nhà Minh. Ông đã thâu nhặt và ghi chép lại phong tục người Thái trong sách. Ông cũng gặp gỡ sứ thần nước Lưu Cầu và sứ nhà Lê từ Đại Việt Phùng Khắc Khoan.

### Ghi chép về Việt Nam và Chiêm Thành
Sách Jibong yuseol (芝峰類說 - Chi Phong loại thuyết) của ông ghi về Việt Nam:
Nước An Nam 安南國 nằm ở phía tây nam của Trung Quốc, cách Bắc Kinh khoảng 13.000 lý. Thời Tần, vùng này thuộc quận Tượng; thời Hán, đặt thành quận Giao Chỉ. Đến cuối thời Ngũ Đại, Lê Hoàn 黎桓 bắt đầu xưng vương. Đến thời Vĩnh Lạc của triều Minh, vùng này bị bình định. Lãnh thổ dài 1.700 lý từ đông sang tây, và 2.800 lý từ nam lên bắc. Sau đó lại nổi loạn. Đầu thời Gia Tĩnh, Mạc Đăng Dung 莫登庸 tiếm quyền và giết vua, nên không được triều Minh phong vương, chỉ được gọi là 'An Nam đô thống sứ 安南都統使'. Tuy vậy, họ vẫn tự xưng là đế quốc.
Theo sách Sự văn ngọc tiệp 事文玉屑, nước Giao Chỉ 交趾國 còn có tên là An Nam, là hậu duệ của giống chó bầu. Tính tình gian xảo, tóc cắt ngắn, đi chân trần, mắt sâu, miệng nhọn, hình dạng rất xấu xí. Người Quảng Đông gọi họ là 'quỷ mọi', hình dạng giống người 夷鬼貌類人者. Họ là hậu duệ của binh lính Mã Viện 馬援.
Nước Lão Qua 老撾國 nằm ở phía tây nam của An Nam, là nước Việt Thường cổ. Có người nói đó chính là nước Ai Lao 哀牢國. Theo sách Ngô học biên 吾學編, dân ở đó là người Di 夷, người Lạo 獠 sống lẫn lộn, không biết lễ nghĩa, hung hãn, thích đánh nhau. Chỉ có người ở Hoan Diễn là thuần hậu, thích học. Núi sông có dấu tích Phật, có các nơi như Câu Lậu 句漏, sông Phú Lương 富良江 là lớn nhất. Có thành của vua Việt, có sứ quán Thiên triều, có cột sóng Bạc 浪泊柱. Sản vật gồm vàng, ngọc, trầm hương, tê giác, voi, ngưu, tinh tinh, khỉ đầu chó, trĩ trắng, chim phỉ thúy, mít mật.
Tôi từng đến kinh đô, hai lần gặp sứ thần nước này. Họ nhuộm răng, để tóc xõa, khá hiểu chữ nghĩa. Ngôn ngữ dùng âm hợp khẩu. Mắt sâu, miệng nhọn như đã nói. Nhưng tất cả đều để tóc, khác với kiểu cắt tóc xưa.
Chiêm Thành 占城 vốn là nước Lâm Ấp 林邑 xưa. Thời Hán thuộc quận Tượng Lâm. Nơi Mã Viện từng dựng cột đồng. Đến cuối thời Hán, Khu Liên 區連 giết huyện lệnh rồi xưng vương. Đầu niên hiệu Nguyên Hòa đời Đường, đổi tên thành nước Chiêm Thành. Nằm ở phía nam biển Đại Hải, phía nam giáp Chân Lạp 眞臘, phía tây giáp Giao Chỉ.
Bốn mùa đều nóng như mùa hè, không có sương tuyết, cây cỏ xanh tốt quanh năm. Tập tục dân chúng hung hãn, ưa chiến đấu. Trọng nữ khinh nam, lấy màu da đen làm đẹp. Nhà ở lợp tranh, không được cao quá ba thước. Khi đi lại thì cưỡi ngựa hoặc voi.
Có loài gọi là 'thi đầu man 尸頭蠻' – là phụ nữ, ban đêm đầu bay ra khỏi thân, vào nhà dân hút khí trẻ nhỏ. Sáng hôm sau đầu trở về nhập lại thân như cũ. Nếu không nhập lại được thì sẽ chết.

Tê giác lớn 犀大 nặng đến 800 cân, có một sừng mọc ở đầu mũi, dài khoảng 1 thước 5 tấc. Ngựa nhỏ hơn lừa. Theo ghi chép, thời Đường Thái Tông, Lâm Ấp từng dâng chim vẹt ngũ sắc 五色鸚鵡 – có lẽ là sản vật của vùng này.

### Giao lưu với sứ thần Đại Việt
Trong thời gian đi sứ nhà Minh (năm 1597), Lý Túy Quang đã gặp gỡ và trao đổi thơ văn với sứ thần Đại Việt là Phùng Khắc Khoan.
“  "Khắc Khoan đến Yên Kinh, vừa gặp tiết Vạn Thọ của vua Minh, dâng 30 bài thơ lạy mừng. Anh vũ điện đại học sĩ thiếu bảo kiêm thái tử thái bảo Lại bộ thượng thư nhà Minh là Trương Vị đem tập thơ Vạn Thọ ấy dâng lên. Vua Minh cầm bút phê rằng: 'Người hiền tài ở đâu mà không có. Trẫm xem thơ, thấy hết lòng trung thành của Phùng Khắc Khoan, rất đáng khen ngợi'. Liền sai đưa xuống khắc in để ban hành trong nước. Khi ấy, sứ Triều Tiên là Hình tào tham phán Lý Toái Quang viết tựa cho tập thơ... ”—  Ngô Sĩ Liên,  Đại Việt sử ký toàn thư,  Quyển XVII, Kỷ Nhà Lê, Thế Tông Nghị Hoàng Đế, phần 2.   
Sách Chi Phong loại thuyết của Lý Túy Quang chép (lược dịch và phiên âm):
“ 安南使臣萬壽聖節慶賀詩集序夫天地有精英淸淑之氣。或鍾于物。或鍾于人。故氣之所鍾。扶輿磅礴。必生瑰奇秀異之材。不專乎近而在乎遠。不稟于物則在于人焉。吾聞交州。南極也。多珠璣金玉琳琅象犀之奇寶。是固精英淸淑之氣。特鍾于彼。而宜有異人者出於其間。豈獨奇寶乎哉。今使臣馮公。皤然其髮。臞然其形。年七十而顏尙韶。譯 重三而足不繭。觀禮明庭。利賓王國。其所著萬壽慶賀詩三十一篇。揄揚敍述。詞意渾厚。足以唾珠璣而聲金玉。亦豈所謂異人者哉。噫。大明中天。
贈安南國使臣二首

萬里來從瘴癘鄕。遠憑重譯謁君王。
提封漢代新銅柱。貢獻周家舊越裳。
山出異形饒象骨。地蒸靈氣產龍香。
卽今中國逢神聖。千載風恬海不揚。

聞君家在九眞居。水驛山程萬里餘。
休道衣冠殊制度。却將文字共詩書。
來因獻雉通蠻徼。貢爲包茅覲象輿。
回首炎州歸路遠。有誰重作指南車。
Tặng An Nam quốc sử thần nhị thủ

Vạn lý lai tòng chướng lệ hương. Viễn bằng trọng dịch yết quân vương.

Đề phong hán đại tân đồng trụ. Cống hiến chu gia cựu Việt Thường.

Sơn xuất dị hình nhiêu tượng cốt. Địa chưng linh khí sản long hương.

Tức kim Trung Quốc phùng thần thánh. Thiên tái phong điềm hải bất dương.

Văn quân gia tại cửu chân cư. Thủy dịch sơn trình vạn lý dư. 

Hưu đạo y quan thù chế độ. Khước tương văn tự cộng thi thư.  

Lai nhân hiến trĩ thông man kiếu. Cống vi bao mao cận tượng dư. 

Hồi thủ viêm châu quy lộ viễn. Hữu thùy trọng tác chỉ nam xa. ”— 李睟光, 《芝峰先生集》·卷八·安南使臣萬壽聖節慶賀詩集序 Lý Túy Quang 《 Chi Phong tiên sinh tập 》· quyển bát · An Nam sử thần vạn thọ thánh tiết khánh hạ thi tập tự   
Bài thơ Phùng Khắc Khoan tặng lại Lý Túy Quang:
“ 答朝鮮國使李睟光

義安何地不安居。禮接誠交樂有餘。
彼此雖殊山海域。淵源同一聖賢書。
交鄰便是信為本。進德深惟敬作輿。
記取使軺回國日。東南五色望雲車。
 Đáp Triều Tiên quốc sứ Lý Tuý Quang

Nghĩa An hà địa bất an cư,

Lễ tiếp thành giao lạc hữu dư.

Bỉ thử tuy thù sơn hải vực,

Uyên nguyên đồng nhất thánh hiền thư.

Giao lân tiện thị tín vi bản,

Tiến đức thâm duy kính tác dư.

Ký thủ sử diêu hồi quốc nhật,

Đông nam ngũ sắc vọng vân xa.
  ”— Phùng Khắc Khoan, Hoàng Việt thi tuyển, quyển 5.   

## Quan nghiệp tại triều đình
Khi ông trở về nước, triều đình Triều Tiên xảy ra sự kiện phế vua Gwanghaegun (Quang Hải Quân) đưa vua Injo (Triều Tiên Nhân Tổ) lên ngôi, ông lại ra làm quan ở bộ Lại (이조, Ijo, Lại tào), thăng dần lên chức vụ cao nhất là Ijo Panseo (Hangul: 이조판서, Lại tào Phán thư), tương đương Thượng thư Lại bộ. Trong những tác phẩm sau này của ông, Jibong jib (Hangul: 지봉집, Chi Phong tập) và Chaesin Jablock (Hangul: 채신잡록, Thái tân tạp lục), ông không đề cao Nho giáo mà nhấn mạnh phải học phương Tây để kiến thiết quốc gia. Ông cũng phải giải quyết hậu quả về kinh tế, chính trị sau bảy năm chiến tranh với Nhật. Ông cũng đề cao ý tưởng về bình đẳng. Ý tưởng của ông lấy cảm hứng từ Nho giáo và Công giáo. Những cuốn sách của ông còn được lưu giữ tại Changsu Seowon (Học viện Khổng giáo Changsu) ở Suwon, Gyeonggi.
Những người mà ông có ảnh hưởng là các học giả ở thế kỉ 17 của Hàn Quốc, Yu Hyung-won (1622-1673) và Yun Jeung (尹拯, 1629-1714).
Ông mất năm 1628, được tôn thụy hiệu Văn Giản (文簡, 문간, Mungan) và truy phong hàm Yeonguijeong (領議政, Lĩnh nghị chính), tương đương Tể tướng.

## Các tác phẩm
- Chi Phong loại thuyết (지봉유설, 芝峰類說)
- Chi Phong tập (지봉집, 芝峰集)
- Thái tân tạp lục (채신잡록, 採薪雜錄)
- Bỉnh chúc tạp ký (병촉잡기, 秉燭雜記)
- Toản lục quần thư (찬록군서, 纂錄群書)
- Giải cảnh ngữ tạp thiên (해경어잡편, 解警語雜篇)
- Thặng thuyết dư thiên (잉설여편, 剩說餘篇)
- Thăng Bình chí (승평지, 昇平志)